# Mikkey Dee
Mikkey Dee właściwie Micael Kiriakos Delaoglou (ur. 31 października 1963 w Göteborgu) – szwedzki perkusista greckiego pochodzenia. W latach 1992–2015 występował w zespole Motörhead.
Karierę muzyczną zaczynał od występów z lokalnymi zespołami Nadir i Geisha, po przeprowadzce do Kopenhagi wstąpił do grupy Kinga Diamonda, u boku którego zagrał na albumach Fatal Portrait, Abigail i Them oraz jako muzyk sesyjny na albumach Conspiracy i In Concert 1987: Abigail (live). Jego grę można usłyszeć również na singlu The Dark Sides z roku 1988. Odchodzi, by wystąpić następnie na solowym albumie amerykańskiego wokalisty Dona Dokkena, założyciela i frontmana grupy Dokken. Wydany w roku 1990 album nosi tytuł Up From The Ashes.
Gościnnie nagrał partie perkusji na album Rabbit Don't Come Easy niemieckiej grupy Helloween.
W 2016 roku Dee został zaanonsowany jako nowy członek formacji Thin Lizzy. Ostatecznie zastąpił go znany z występów w Judas Priest - Scott Travis. Natomiast Dee dołączył do zespołu Scorpions, w którym zastąpił borykającego się z problemami zdrowotnymi Jamesa Kottaka. We wrześniu, także 2016 roku muzyk został oficjalnym członkiem Scorpions.

## Wybrana dyskografia
- King Diamond - Fatal Portrait (1986, Roadrunner Records)
- King Diamond - Abigail (1987, Roadrunner Records)
- King Diamond - Them (1988, Roadrunner Records)
- King Diamond - Conspiracy (1989, Roadrunner Records)
- Helloween - Rabbit Don't Come Easy (2003, Nuclear Blast)
- Numbers from the Beast: An All Star Salute to Iron Maiden (2005, Rykodisc)[8]

## Filmografia
- Lemmy (2010, film dokumentalny, reżyseria: Greg Olliver, Wes Orshoski)[9]